# Пресня (станція)
Пресня (рос. Пресня) — дільнична вузлова залізнична станція Малого кільця Московської залізниці, Москва. Входить до Московсько-Курського центру організації роботи залізничних станцій ДЦС-1 Московської дирекції управління рухом. За основним характером роботи є дільничною, за обсягом роботи віднесена до 2 класу.

## Розташування
Розташовується в Хорошевському районі Москви в промзоні між Магістральними вулицями і Силікатними проїздами.

## Опис
На станції два парки — Пресня (історична частина) і Кутузова (колишня станція Кутузова). Має 10 приймальних колій. Стрілочних переводів — 91. Майже вся станція покладена на бетон, зберігаються невеликі дерев'яні вставки..
Станція вузлова. Від південної горловини основної частини станції відходить сполучна лінія на Смоленський напрямок МЗ, на станцію Москва-Товарна-Смоленська. Непарна лінія законсервована через будівництво розв'язки Москва-Сіті. Спочатку з'єднувальних ліній було дві — номер 27 в сторону «до Москви» і номер 26 «від Москви», від північної горловини — Октябрська лінія, раніше прямувала до станції Октябрські казарми, після її часткової ліквідації відсутнє полотно до 4-ї Магістральної вулиці. Від колишньої електрифікованої Брянської сполучної лінії через пост ім. Бадаєва і ст. Камушки після будівництва ділянки ТТК в 1998 році залишилися тільки з'їзди від Москви-тов.-Смоленської і від Москви-пас.-Київської, приєднані до Малого кільця, на 2016 рік їх примикання також в межах станції Пресня.
До станції примикає п'ять під'їзних колій незагального користування, що прямують, зокрема, до підприємств ДСК-1, Інгеоком-КСМ, Спецстройбетон-ЗБВ № 17, на частку яких припадає 80 % вантажної роботи станції. Виручка від вантажної роботи в 2011 склала 211 млн руб. (Максимальний показник на Малому кільці МЗ), всього вивантажено 23010 вагонів і завантажено 1577 вагонів. Середньодобова вантажна робота — 68 вагонів, що на 15 % вище показників в 2010 році.
На станції споруджені особливі високі спецплатформи, рампи для вивантаження військових ешелонів з військовою технікою, що прибуває в Москву для участі в травневих парадах Перемоги
Колишній полустанок Потилиха на південь Кутузова (примикання однієї з ліній від Москви-Сорт.-Київська) також в межах станції Пресня і не виділяється в окремий парк.
Своїм маневровим локомотивом Пресня обслуговує також станцію Срібний Бір.
В межах станції 10 вересня 2016 року відкрито пасажирську платформу Кутузовська Московського центрального кільця.
Через наявність трьох мостів через Москву-ріку, Гагарінського тунелю, близькості Третього транспортного кільця і складного рельєфу на цій дев'ятикілометровій ділянці від будівництва третьої головної колії було вирішено відмовитися.